# Puertas (Cabrales)
Puertas ist ein Parroquia in der Gemeinde Cabrales in der spanischen Provinz Asturien.
Der Ort hat eine Gesamtfläche von 15,93 km² und zählte 2011 137 Einwohner. Puertas liegt nahe dem Nationalpark Picos de Europa auf einer Höhe von 356 m über dem Meeresspiegel. Der Ort liegt 4,1 Kilometer von der Regionalhauptstadt Carreña entfernt.

## Sehenswürdigkeiten
- Kirchenruine in Puertas
- Kirche Santa Eulalia in Puertas
- Kapelle Virgen de las Nieves am Ortsanfang von Puertas

## Dörfer und Weiler
- El Escobal – 32 Einwohner 2011 43° 20′ 48″ N, 4° 54′ 18″ W
- Pandiello – 39 Einwohner 2011 43° 19′ 29″ N, 4° 53′ 10″ W
- Puertas – 66 Einwohner 2011 43° 19′ 44″ N, 4° 52′ 44″ W

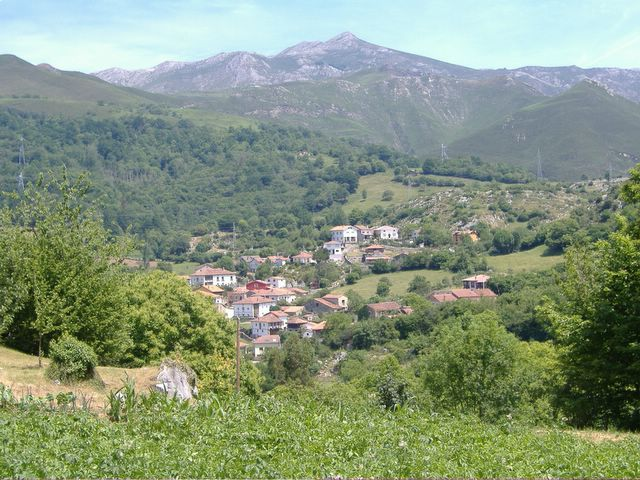